# 1992

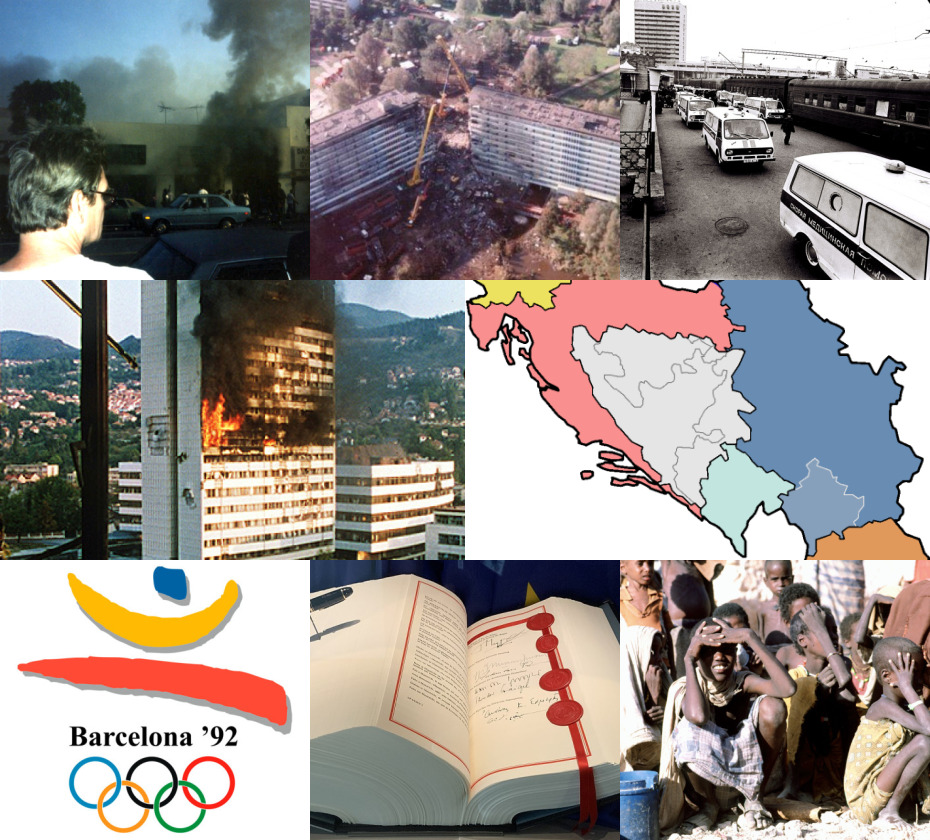
Desde la izquierda, en el sentido de las agujas del reloj:
Disturbios de Los Ángeles de 1992; Lugar del Choque del Vuelo 1862 de El Al que perdió los dos motores del ala derecha, volviéndose incontrolable y estrellándose en un vecindario de Ámsterdam; Trenes en la estación de tren de Bakú que transportan azerbaiyanos asesinados y heridos en la Masacre de Jóyali; se produce la Disolución de Yugoslavia; Niños somalíes esperando que les proporcionen alimentos durante la Operación Provide Relief; Tratado de Maastricht que fue uno de los Pilares para la fundación de la Unión Europea; Los Juegos olímpicos de 1992 se celebran en la Ciudad de Barcelona; El edificio del parlamento bosnio en Sarajevo en llamas después de sufrir un ataque con fuego de artillería durante el Sitio de Sarajevo

1992 (MCMXCII) fue un año bisiesto que comenzó en miércoles según el calendario gregoriano y fue declarado como el año Internacional del Espacio por la Organización de las Naciones Unidas.

## Acontecimientos

### Enero
- 1 de enero: en Argentina, el peso convertible reemplaza al austral como moneda. En Colombia inicia transmisiones el Canal A reemplazando el anterior canal público Cadena 2.
- 2 de enero: entra en vigor, con un año de antelación, la libre circulación de trabajadores españoles en la Comunidad Económica Europea (actual Unión Europea).
- 3 de enero: Estados Unidos establece oficialmente relaciones diplomáticas con Rusia.
- 4 de enero: George H. W. Bush anuncia el final del embargo impuesto a Camboya durante 17 años.
- 6 de enero: en Georgia, el presidente Zviad Gamsajurdia es derrocado por una junta militar.
- 7 de enero: la compañía AT&T presenta el videoteléfono.
- 11 de enero: en Argelia, el presidente Chadli Benyedid, presenta la dimisión a fin de «no constituir un obstáculo a la unidad nacional».
- 16 de enero: en el Castillo de Chapultepec de México se firman los Acuerdos de Paz entre el Gobierno de El Salvador y la guerrilla del FMLN que terminan con doce años de guerra civil en ese país.
- 20 de enero: en la cordillera de los Vosgos (Francia) se estrella un Airbus A320 de la empresa Air Inter, que volaba entre Lyon y Estrasburgo. Fallecen 87 personas y sobreviven 9.
- 26 de enero: en Montevideo es llevada a cabo la superación del servicio de trolebús. Estos, prestaron servicio por casi 41 años. Al suprimirse este servicio, desapareció el sistema de transporte eléctrico en Uruguay que se había implantado en 1906 (con tranvías)

### Febrero
- 1 de febrero: en España, el Ministerio de Economía y Hacienda acuerda retener el 25% de los premios en metálico entregados en los concursos de televisión que excedan de cien mil pesetas.
- 3 de febrero: en Cartagena (España) las protestas por la grave crisis industrial que se sufría desembocan en la quema de la Asamblea Regional. Fue la primera vez desde 1933 que la población civil incendiaba un parlamento que había elegido democráticamente.
- 4 de febrero: se detecta una importante disminución del nivel de la capa de ozono sobre el Ártico y los países del norte de Europa.
- 4 de febrero: fallido golpe de Estado en Venezuela, comandado por el teniente coronel Hugo Chávez junto a los soldados del Movimiento Bolivariano MBR-200intentando derrocar al entonces presidente Carlos Andrés Pérez. Dejando como cifra oficial un saldo de 32 muertos, 23 en Caracas, 1 en Aragua y 8 en Carabobo. A raíz de esto, Chávez sería encarcelado hasta que en 1994 el presidente Rafael Caldera le otorga un sobreseimiento.
- 6 de febrero: en Madrid, la banda terrorista ETA asesina a tres capitanes del Ejército, a un soldado y a un funcionario público.
- 7 de febrero: se establece la Unión Europea mediante la firma del Tratado de Maastricht.
- 7 de febrero: en España, la película Amantes, de Vicente Aranda, obtiene los dos principales Premios Goya de 1992: mejor película y mejor dirección.
- 9 de febrero: en Argelia se declara el estado de excepción tras sangrientos enfrentamientos entre fundamentalistas musulmanes.
- 10 de febrero: el tenista profesional Jim Courier alcanza el liderazgo de la clasificación mundial ATP.
- 10 de febrero: se organiza un puente aéreo que parte desde Fráncfort para enviar ayuda a las antiguas repúblicas soviéticas en el que intervienen numerosos estados europeos occidentales y los Estados Unidos.
- 12 de febrero: en Mongolia entra en vigor la nueva Constitución.
- 13 de febrero: el Congreso de los Diputados de España aprueba la Ley de Seguridad Ciudadana.
- 15 de febrero: en Perú, la banda terrorista Sendero Luminoso asesina a María Elena Moyano, teniente de alcalde de Villa El Salvador.
- 16 de febrero: en Sidón (Líbano) es asesinado el jeque Abbas al-Musawi, secretario general de la organización chiita Hezbolá.
- 18 de febrero: un incendio accidental devasta el Pabellón de los Descubrimientos, buque insignia de la Expo '92 celebrada en Sevilla.
- 19 de febrero: ratificado el tratado de no agresión y desnuclearización entre las dos Coreas, oficialmente en guerra desde 1950.
- 20 de febrero: la esquiadora española Blanca Fernández Ochoa consigue la medalla de bronce en eslalon especial en los Juegos Olímpicos de Albertville (Francia), siendo la primera medalla olímpica para una mujer española.
- 25 y 26 de febrero: en la ciudad de Joyalí (en Azerbaiyán), en el marco de la guerra de Nagorno Karabaj, fuerzas armadas de Armenia y Rusia matan a cientos de civiles azerbaiyanos. (Masacre de Jochialí).

### Marzo
- 1 de marzo: en Bosnia Herzegovina, cerca del 64% de la población se pronuncia en referéndum a favor de la independencia del país.
- 2 de marzo: en Colombia se inicia el apagón eléctrico de mayor duración que haya existido en la historia de ese país, debido a la intensa sequía provocada por el fenómeno El Niño y a las malas condiciones de la infraestructura energética. El gobierno colombiano decreta el adelanto en una hora a los relojes para aprovechar la luz del día. El apagón eléctrico duraría en total 13 meses, es decir, hasta abril de 1993.
- 2 de marzo: en Colombia comienza a emitirse el programa radial de humor y opinión colombiano La Luciérnaga.
- 7 de marzo: sale al aire por primera vez el primer capítulo de la exitosa serie de anime, Sailor Moon.
- 12 de marzo: Mauricio, entonces un Reino de la Mancomunidad de Naciones, destituye a Isabel II del Reino Unido como jefa de estado y se convierte en una república.
- 13 de marzo: un terremoto de 6,7 deja 652 muertos y más de 2.000 heridos en el este de Turquía.
- 14 de marzo: el diario Pravda, órgano oficial del Partido Comunista de la Unión Soviética durante casi ocho décadas, sale a la venta por última vez debido a problemas financieros.
- 17 de marzo: en Buenos Aires (Argentina) un atentado terrorista destruye la Embajada de Israel.
- 19 de marzo: en Rosario (Argentina), el Concejo Municipal ordena la colocación de una placa conmemorativa en la puerta de la casa natal del revolucionario y guerrillero Ernesto Che Guevara (1928-1967). Sin embargo, 41 días después estalla en el frente del edificio una granada, que intima a no instalar dicha placa.[2]
- 23 de marzo: presentación a los medios de comunicación del nuevo tren de alta velocidad español AVE, que recorre 317 km desde Madrid a Córdoba, y alcanza una velocidad de 300 km/h.
- 28 de marzo: en Chile es inaugurada la Mano del Desierto, monumento ubicado a 75 km al sur de Antofagasta.[3]
- 30 de marzo: en Los Ángeles se realiza la 64.ª edición de los premios Óscar.

- Diego Arria, diplomático venezolano y para entonces presidente del Consejo de Seguridad de la Organización de Naciones Unidas, impulsó el proceso de consultas informales conocido como la Fórmula Arria.

### Abril
- 2 de abril: el mafioso John Gotti es condenado a cadena perpetua por un tribunal de Nueva York.
- 2 de abril: en Francia, Pierre Bérégovoy es nombrado primer ministro, en sustitución de Edith Cresson.
- 5 de abril: el presidente peruano Alberto Fujimori disuelve el Congreso de la República y dicta otras medidas en el conocido "autogolpe", desencadenándose una crisis constitucional.
- 5 de abril: Bosnia y Herzegovina declara su independencia de Yugoslavia.
- 7 de abril: el Parlamento Europeo ratifica por amplia mayoría el Tratado de Maastricht para la Unión Europea.
- 9 de abril: en Reino Unido, el Partido Conservador de John Major vence en las elecciones generales.
- 10 de abril: en la ciudad de Maraghar (República de Nagorno Karabaj), en el marco de la Guerra de Nagorno Karabaj y en venganza por la masacre de Khojaly, soldados del ejército de Azerbaiyán asesinan a 45 armenios y secuestran a 100 mujeres y niños. (Masacre de Maraghar).
- 10 de abril: se inaugura el actual edificio de la Biblioteca Nacional de Argentina.
- 13 de abril: Se registra un terremoto de 5,3 en los Países Bajos causando daños sustanciales a edificios antiguos y una muerte.
- 14 de abril: inauguración del AVE Madrid-Sevilla.
- 20 de abril: se inaugura la Exposición Universal de Sevilla 1992, realizada en Sevilla, también conocida como "la Expo 92".
- 20 de abril: concierto-homenaje a Freddie Mercury.
- 22 de abril: en Guadalajara (México) tiene lugar una serie de violentas explosiones en un drenaje. Hubo más de 700 muertos y cerca de 1900 heridos.
- 22 de abril: un terremoto de 6,2 sacude el estado de California dejando varios heridos.
- 23 de abril: en Honda (Colombia) el Grupo de Operaciones Especiales (GOES) de la Policía Nacional mata al criminal colombiano Jaime Rueda.
- 25 de abril: en el condado de Humboldt (California) se registra un fuerte terremoto de 7,2 que deja más de 300 heridos y provoca un tsunami no destructivo.
- 28 de abril: Francesco Cossiga renuncia como presidente de Italia, tras 7 años en el cargo.
- 29 de abril: en Los Ángeles (California), una corte libera a los policías que agredieron a un hombre de origen afroestadounidense Rodney King el 3 de marzo del año anterior. Debido a dicho acontecimiento murieron 53 personas en Los Ángeles y otras ciudades estadounidenses en consecuencia de los disturbios raciales. Estos se desarrollaron en un periodo de cuatro días.
- 30 de abril: en Rosario (Argentina), a las 3:30 de la madrugada estalla una granada EAM 75 (de origen español) en el frente de la casa natal del revolucionario y guerrillero Ernesto Che Guevara (1928-1967), donde días después se planeaba instalar una placa conmemorativa.[2]

### Mayo
- 2 de mayo: Boris Yeltsin asume el cargo de jefe del Ejército de la Federación Rusa por decreto propio.
- 2 de mayo: la Comunidad Económica Europea y la EFTA acuerdan la creación del Espacio Económico Europeo (EEE), mercado único que aglutinará la mitad del comercio mundial.
- 2 de mayo: Colombia coloca hora de verano desde este día pasando de UTC-5 a UTC-4 en todo el país.
- 3 de mayo: en Afganistán, pese a la amnistía, es torturado y asesinado Abdul Karim Shardan, expresidente del Tribunal Supremo.
- 3 de mayo: la absolución de cuatro policías que habían apaleado brutalmente al afroestadounidense Rodney King ocasiona tres días de revueltas raciales en Los Ángeles y otras ciudades estadounidenses, con un balance de 58 muertos y graves daños materiales.
- 5 de mayo: el Parlamento de Crimea proclama la independencia.
- 9 de mayo: el tema Why me?why not, de la cantante irlandesa Linda Martin resulta vencedor en la XXXVII Edición del Festival de Eurovisión celebrado en Malmö, Suecia.
- 13 de mayo: el Gobierno español aprueba la Ley de Creación de la Universidad de La Rioja.
- 17 de mayo: el papa Juan Pablo II beatifica al religioso español Josemaría Escrivá de Balaguer, fundador del Opus Dei.
- 17 de mayo: en Montevideo, Uruguay son detenidos varios miembros de la banda terrorista ETA ―propietarios de un restaurante― que habían huido de España.
- 17 de mayo: Sixto Durán Ballén gana la primera vuelta de las elecciones ecuatorianas.
- 20 de mayo: en Londres (Reino Unido), el Fútbol Club Barcelona gana su primera Liga de Campeones de la UEFA ante la Unione Calcio Sampdoria en el Wembley Stadium.
  - en Pakistán, un terremoto de 6,3 deja 36 fallecidos y 100 heridos.
- 21 de mayo: la OTAN extiende fuera de las fronteras de sus socios europeos su objetivo de mantener la paz y convertirse en la institución defensiva de los 52 países que integran la CESCE.
- 22 de mayo: ingresan en la ONU Eslovenia, Croacia y Bosnia-Herzegovina.
- 23 de mayo: el juez italiano Giovanni Falcone muere en un atentado de la mafia. El 5 de noviembre de 1985 había iniciado un "macroproceso" contra 709 mafiosos. A su funeral en la catedral de Palermo (Sicilia) asistirían miles de personas.
- 25 de mayo: Oscar Luigi Scalfaro es nombrado presidente de Italia.
- 28 de mayo: Oscar Luigi Scalfaro asume como presidente de Italia.
- 30 de mayo: la ONU decreta un embargo total contra Yugoslavia.

### Junio
- 3 de junio:
  - Bolivia realiza el censo de población y vivienda de 1992, después de 16 años respecto al censo anterior de 1976.
  - Se da el comienzo a la Cumbre de la Tierra en la ciudad Río de Janeiro.
- 5 de junio: en Perú se produce un atentado terrorista en las instalaciones del canal de televisión Frecuencia Latina. Mueren tres trabajadores del canal.
- 6 de junio: el vuelo 201 de Copa Airlines se estrella contra la Provincia de Darién, Panamá.
- 8 de junio: se instituye el Día Mundial de los Océanos.
- 11 de junio: en Barranquilla, es asesinado Rafael Orozco Maestre, cantante y compositor colombiano de música vallenata.
- 12 de junio: en México, se transmite el último sketch del chavo del ocho dentro del programa humorístico "Chespirito", tras casi 21 años de emisión continua.[4]
- 14 de junio: en Río de Janeiro culmina la Cumbre de la Tierra.
- 20 de junio: en Paraguay rige la nueva Constitución Nacional, que reemplazó a la de 1967.[5]
- 24 de junio: en Georgia, la Guardia Nacional aplasta una rebelión de los partidarios del expresidente Zviad Gamsajurdia contra el presidente Eduard Shevardnadze.
- 23 de junio: en Estados Unidos, el cantautor británico Elton John, lanza al mercado su 23°. álbum de estudio titulado The One.
- 28 de junio: es asesinado Mohammed Boudiaf, jefe de Estado de Argelia.
- 28 de junio: en el estado de California se registran dos terremotos de 7,3 y 6,5 que dejan 3 muertos y más de 400 heridos.

### Julio
- 1 de julio: en Colombia, se crea la Fiscalía General de la Nación.
- 5 de julio: Sixto Durán Ballén es elegido como nuevo presidente de Ecuador.
- 6 de julio: en las cercanías de Suleimaniya (en el Kurdistán iraquí) Danielle Mitterrand, esposa del presidente francés y presidenta de la asociación humanitaria France-Libertés, sale ilesa de un atentado con coche bomba.
- 6 de julio: en Uruguay se deroga la Ley de Duelos.
- 10 de julio: en Miami (Estados Unidos), el general panameño Manuel Antonio Noriega es declarado culpable de narcotráfico y condenado a 40 años de prisión.
- 16 de julio: en la calle Tarata del distrito de Miraflores, en la ciudad de Lima (Perú), la banda terrorista Sendero Luminoso perpetra un atentado, dejando 30 muertos, 200 heridos e incalculables daños materiales.
- 19 de julio: 
  - en Vietnam se celebran elecciones legislativas por primera vez en la historia del país.
  - en la ciudad siciliana de Palermo (Italia), un coche bomba mata al fiscal antimafia Paolo Borsellino, junto a cinco miembros de su escolta.
- 21 de julio: 
  - en Colombia, el narcotraficante Pablo Escobar se fuga de la cárcel de La Catedral, en las afueras de Medellín.
  - el excampeón español y europeo de boxeo José Manuel Ibar "Urtain", se suicida desde un décimo piso en Madrid, como consecuencia de una depresión.
  - el cantante puertorriqueño-estadounidense Chayanne, lanza al mercado su sexto álbum de estudio como solista titulado Provócame.
- 22 de julio: 
  - en Mozambique, el gobierno del FRELIMO y la insurgencia de la RENAMO anuncian la firma de un acuerdo de paz tras más de diez años de guerra civil.
  - en España, el Gobierno de Felipe González no consigue apoyo parlamentario para la aprobación de sus medidas de ajuste económico.
- 23 de julio: los dirigentes eslovaco y checo, Vladimir Meciar y Václav Klaus, acuerdan en Bratislava el proyecto de ley sobre la escisión de ambas repúblicas de Checoslovaquia.
- 24 de julio: en España, el rey Juan Carlos I clausura la II Cumbre Iberoamericana.
- 25 de julio: se inauguran los Juegos Olímpicos de 1992 en Barcelona.
- 26 de julio: en Francia, el ciclista Miguel Induráin gana el Tour de Francia por segunda vez consecutiva.
- 30 de julio: el escritor anglo-indio Salman Rushdie, amenazado por el extremismo islámico, aparece en público en El Escorial (España).

### Agosto
- 2 de agosto: en Poway (California) se forma la banda de punk rock Blink 182.
- 9 de agosto: en Barcelona se clausuran los Juegos Olímpicos de 1992.
- 10 de agosto: Sixto Durán Ballén asume como presidente de Ecuador.
- 13 de agosto: En México se transmite el último sketch de El Chavo del 8 dentro del programa Chespirito titulado "Clases de inglés". Este skecth pondría fin a una de las series humorísticas de mayor éxito en América Latina y el Caribe, tras veintiún años al aire.
- 14 de agosto: en Mbale (Uganda), a las 12:40 UTC, caen los fragmentos (unos 190 kg) de un meteorito de una tonelada en un área de 3 × 7 km. Un fragmento de 3 gramos atraviesa un árbol de banano y golpea en la cabeza a un adolescente, sin causarle daño. Es el segundo caso conocido de una persona golpeada por una piedra del espacio (el primero fue el meteorito Hodges, en 1954).
- 19 de agosto: en Kirguistán, un terremoto de 7,5 deja 75 muertos.
- 21 de agosto: en el municipio de Ocosingo México), se declara área natural protegida, con carácter de reserva de la biosfera, la zona conocida como Lacan-Tun.
- 23 de agosto: el huracán Andrew alcanza la categoría 5 en la escala de huracanes de Saffir-Simpson, y a las 21:00 UTC golpea Eleuthera y los bancos de Bahamas.
- 24-28 de agosto: el huracán Andrew toma tierra en el sur de Florida y se disipa por el valle de Tennessee cuando se funde con un sistema tormentoso; mueren 23 personas.
- 31 de agosto: en la República del Congo, Pascal Lissouba es nombrado presidente.

### Septiembre
- 1 de septiembre: en Nicaragua se registra un destructivo terremoto de 7,7 y un tsunami que dejan 116 fallecidos y varios heridos.
- 2 de septiembre: en el estado de Utah se registra un terremoto de 5,8 que desencadena un deslizamiento de tierra que destruye 3 casas y causa varios daños.
- 11 de septiembre: el Huracán Iniki, uno de los más dañinos huracanes en la historia de Estados Unidos, devasta el Archipiélago de Hawái, especialmente las islas de Kaua'i y Oahu.
- 12 de septiembre: en Perú es capturado Abimael Guzmán, principal dirigente de la banda terrorista maoísta Sendero Luminoso. Junto con él, son capturados Carlos Inchaustegui, Maritza Garrido-Lecca Risco, Laura Zambrano, Elena Iparraguirre y María Pantoja.
- 17 de septiembre: en el restaurante griego Mykonos (en Berlín) son asesinados los dirigentes de oposición kurdos iraníes Sadeq Sharafkandi, Fattah Abdolí, Homayún Ardalán, junto a su intérprete. Serían condenados el iraní Kazem Darabí y el libanés Abbás Rhayel.
- 18 de septiembre: en el Sitio de pruebas de Nevada (a 100 km al noroeste de la ciudad de Las Vegas), Estados Unidos detona su bomba atómica Hunters Trophy. Es la penúltima de las 1,129 bombas que Estados Unidos detonó entre 1945 y 1992.
- 21 de septiembre: el presidente Carlos Salinas de Gortari se reúne con el papa Juan Pablo II.
- 23 de septiembre: en el Sitio de pruebas de Nevada, a las 7:04 hora local Estados Unidos detona la bomba atómica Divider, de 5 kt. (En comparación, la bomba de Hiroshima fue de 13 kt). Es la última bomba de las 1129 que Estados Unidos hizo explotar entre 1945 y 1992.[6]
- 25 de septiembre: Estados Unidos lanza la sonda Mars Observer, con la cual se perdió contacto tres días antes de que entrara en órbita marciana.
- 29 de septiembre: el Congreso brasileño destituye al presidente Fernando Collor de Mello.
- 30 de septiembre: en Colombia, la policía captura a Sergio Alfonso Ramírez Muñoz, alias El Pájaro quien era hombre de confianza de la familia de Pablo Escobar.

### Octubre
- 1 de octubre: estreno de la cadena de animación Cartoon Network en Estados Unidos por Turner Broadcasting System.
- 2 de octubre: en Brasil, Fernando Collor de Mello, es separado de la presidencia y lo sustituye el vicepresidente Itamar Franco.
- 4 de octubre: 
  - Fallece el expiloto neozelandés Denny Hulme.
  - Tiene lugar el desastre de Bijlmer en Ámsterdam, después de que un avión de carga, en ruta Nueva York-Tel Aviv, tras hacer escala en Holanda, se estrella por problemas técnicos a las afueras de la ciudad neerlandesa.
  - en Roma se firman los acuerdos generales de paz entre el gobierno de Mozambique y RENAMO, que ponen fin a 16 años de guerra civil.
- 6 de octubre: Suecia lanza su satélite Freja de observación de auroras boreales.
- 9 de octubre: en Colombia, se entregan a la Fiscalía General de la Nación tres de los hombres de confianza de Pablo Escobar Gaviria: Roberto Escobar Gaviria (alias Osito), Otoniel de Jesús González (alias Otto) y Jhon Jairo Velásquez Vásquez (alias Popeye).
- 12 de octubre:Descubrimiento de América por parte de Cristóbal Colón el 12 de octubre de 1492.

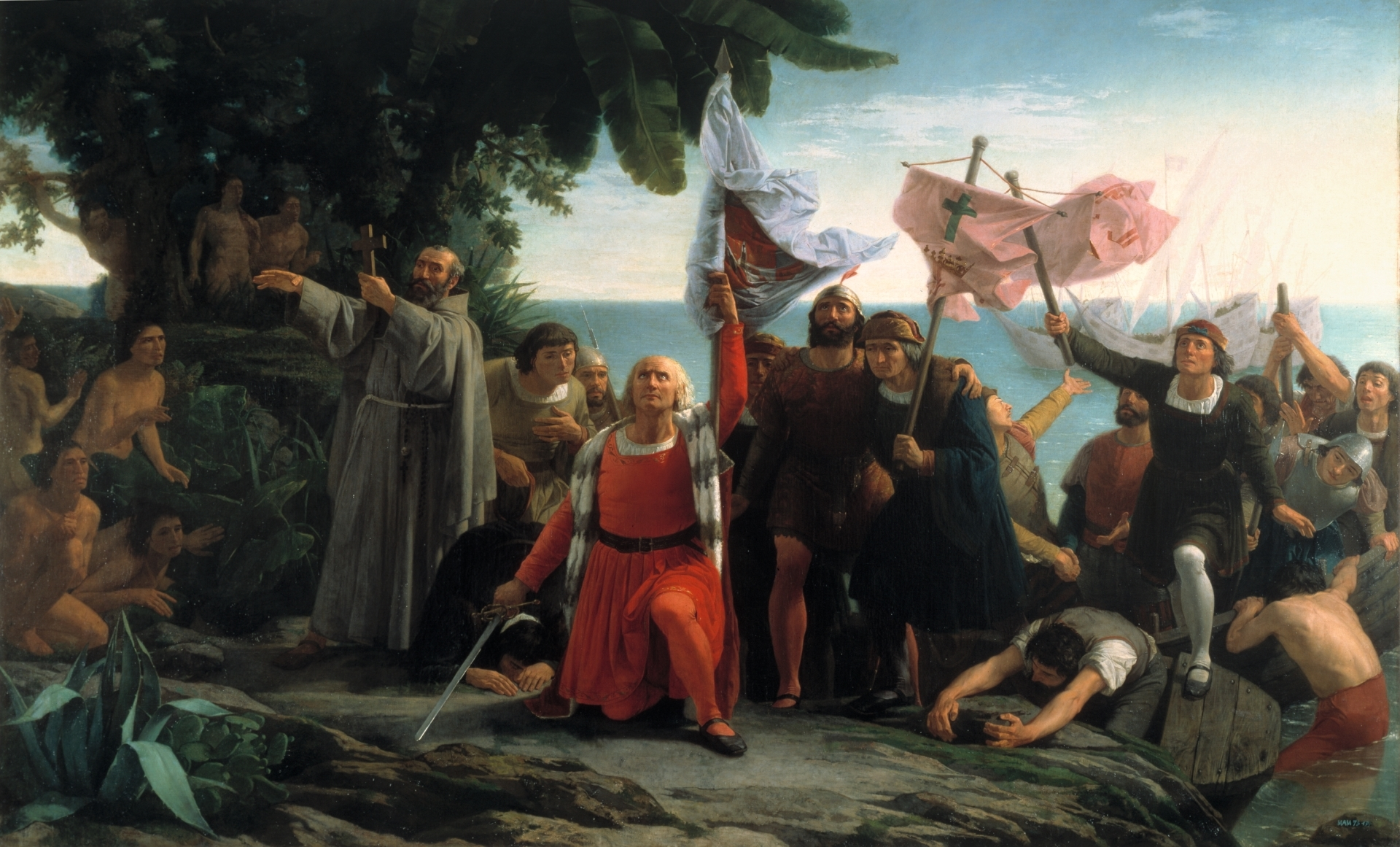
Descubrimiento de América por parte de Cristóbal Colón el 12 de octubre de 1492.

  - En El Cairo un terremoto de 5,9 deja un saldo de 561 fallecidos, más de 12.000 heridos y más de 30.000 familias sin hogar.
  - Se cumple el quingentésimo aniversario de la llegada del marino Cristóbal Colón a América, así, descubriendo América.
  - En Sevilla (España) concluye la Exposición Universal conmemorativa del Quinto Centenario de la llegada de Colón a América.
- 15 de octubre:
  - La guatemalteca defensora de los derechos humanos Rigoberta Menchú recibe el Premio Nobel de la Paz 1992.
  - En Arabia Saudita, comienza la 1.ª edición de la Copa FIFA Confederaciones 1992
- 17 de octubre: en Colombia, el canal regional Telecafé emite sus primeros programas.
- 18 de octubre: en Colombia se registra un terremoto de 7,2 que deja 10 muertos y varios heridos.
- 19 de octubre: en Colombia es asesinada por sicarios motorizados la abogada Miryam Rocío Vélez Pérez, quien investigaba el asesinato de Guillermo Cano Isaza. Se atribuye el crimen a Pablo Escobar.
- 20 de octubre: en Riad (Arabia Saudita), Finaliza la primera edición de la Copa FIFA Confederaciones donde Argentina se corona campeón al vencer al local Arabia Saudita por 1-3.
- 21 de octubre: la provincia de Mendoza (Argentina) adopta —por ley provincial 5930— la actual Bandera de Mendoza, basada en el diseño de la bandera del Ejército de Los Andes del general San Martín.
- 25 de octubre: se aprueba la Constitución de Lituania.
- 27 de octubre: en Nagasaki (Japón) el radiotelegrafista estadounidense Allen R. Schindler, Jr. es asesinado por sus compañeros debido a que era gay; esto precipita un debate nacional acerca de los homosexuales en la milicia, que resulta en la política «no pregunte, no lo cuente».
- 28 de octubre: en Colombia, miembros del bloque de búsqueda de la Policía dan de baja a Brances Muñoz Mosquera, alias Tyson.
- 31 de octubre: Juan Pablo II reconoce que fue injusta la condena que la Iglesia católica perpetró contra Galileo Galilei (1564-1642).

### Noviembre
- 1 de noviembre: 
  - En México, el presidente Carlos Salinas de Gortari presenta el cuarto informe de Gobierno.
  - En México, se celebra el centenario del Club de Fútbol Pachuca.
- 2 de noviembre: en las calles de Nueva York es capturado por la DEA Dandeny Muñoz Mosquera, alias la Quica, jefe de asesinos del Cartel de Medellín.
- 3 de noviembre: elecciones presidenciales en Estados Unidos. El demócrata Bill Clinton derrota por 370 votos al entonces presidente y candidato republicano George H. W. Bush, quien obtuvo 168 votos.
- 3 de noviembre: Pedro Rosselló gana la gobernación de Puerto Rico. Obtiene 938,969 votos frente a 862,989 de Victoria [Melo] Muñoz Mendoza.
- 5 de noviembre: en Estrasburgo, España ratifica la Carta europea de las lenguas regionales o minoritarias, por la que adquiere entre otros, el compromiso de reconocerlas, respetarlas y promoverlas.
- 6 de noviembre: inicia sus transmisiones CRE Televisión, el primer canal ecuatoriano en tener 2 bandas de frecuencias VHF y UHF.
- 13 de noviembre: en la población valenciana de Alcàsser desaparecen tres niñas en extrañas circunstancias.
- 13 de noviembre: en Madrid (España) es asesinada Lucrecia Pérez, primera víctima del racismo y la xenofobia reconocida como tal en ese país.
- 15 de noviembre: en Argentina, en la ciudad de La Plata, el odontólogo Ricardo Barreda asesina a su familia.
- 20 de noviembre: en el Reino Unido, el Castillo de Windsor es dañado por un incendio.
- 24 de noviembre: la reina Isabel II pronuncia su célebre discurso de Guildhall por el 40 aniversario de coronación, donde describió que 1992 fue su annus horribilis.
- 24 de noviembre: el intérprete mexicano José José, lanza al mercado su 27°. álbum de estudio titulado 40 y 20, producido por el argentino Roberto Livi.
- 24 de noviembre: se lanza al mercado el juego Sonic the Hedgehog 2
- 27 de noviembre: en Venezuela se perpetra un segundo intento de golpe de Estado contra el mismo gobierno del presidente Carlos Andrés Pérez apenas nueve meses después de que Hugo Chávez liderara un primer intento en febrero del mismo año. Las cifras oficiales hablan de 171 muertos (142 civiles y 29 militares), las extraoficiales de 300. Además, se contabilizaron 95 heridos militares.
- 27 y 28 de noviembre: en Chile recaudan la Teletón Chile.

### Diciembre
- 2 de diciembre: a cinco cuadras del estadio Atanasio Girardot de Medellín (Colombia) un coche bomba explota y mata a diez agentes y a cuatro civiles. 17 ciudadanos y dos agentes resultan heridos. El hecho se atribuye a retaliación del Cartel de Medellín por la muerte de Johny Rivera Acosta.
- 3 de diciembre: el petrolero Mar Egeo naufraga frente a la costa de La Coruña (España), provocando un desastre ecológico de grandes magnitudes.
- 3 de diciembre: en Medellín (Colombia) el Ejército captura a Francisco Galán (exguerrillero), guerrillero del ELN.
- 5 de diciembre: el tema ¿A dónde voy sin ti?, del cantante español Francisco resulta vencedor en la XXI Edición del Festival OTI celebrado en Valencia, España.
- 12 de diciembre: en la isla indonesia de Flores se registra un devastador terremoto de 7,8 y un tsunami con olas de hasta 25 metros que dejan más de 2.500 muertos.
- 14 de diciembre: se publica Incesticide, álbum recopilatorio y lados b de la banda estadounidense de grunge Nirvana.
- 17 de diciembre: el presidente de México, Carlos Salinas de Gortari, firma el Tratado de libre comercio entre México, Estados Unidos y Canadá.
- 18 de diciembre: en Corea del Sur se celebran elecciones presidenciales, en las cuales Kim Young-sam resultó vencedor con el 42.0% de los votos.
- 19 de diciembre: un incendio provocado por un cortocircuito consume una gran parte del Centro Comercial Apumanque (Chile).
- 21 de diciembre: 
  - Polonia, República Checa, Eslovaquia y Hungría crean una zona de libre comercio.
  - el vuelo 495 de Martinair se estrella aparatosamente por una micro ráfaga en el aeropuerto de Faro (Portugal): fallecen 56 ocupantes y 106 resultan considerablemente heridos.
- 24 de diciembre: fallece el dibujante belga Pierre Culliford.
- 25 de diciembre: en Serbia, Slobodan Milošević es reelegido presidente.
- 26 de diciembre: los nigerianos aprueban en referéndum la nueva Constitución multipartidista.
- 28 de diciembre: en Mogadiscio (Somalia), tras una marcha por la paz se reconcilian en público los dos «señores de la guerra», Mohamed Farrah Aidid y Mohamed Alí Mahdi.
- 29 de diciembre: en Brasil renuncia el presidente Fernando Collor de Mello por corrupción. Itamar Franco asume la presidencia.
- 29 de diciembre: en Colombia, se inaugura el Embalse del Guavio.
- 29 de diciembre: en Kenia se celebran las primeras elecciones multipartidistas en 26 años, con afluencia masiva a las urnas.
- 30 de diciembre: entra en vigor en España la Ley Orgánica por la que se ratifica el Tratado de Maastricht.
- 30 de diciembre: en Colombia la policía captura a Jhon Jairo Posada Valencia (alias Tití), quien era el doble de Pablo Escobar.

## Arte y literatura
- 6 de enero: Alejandro Gándara obtiene el premio Nadal por su novela Ciegas esperanzas.
- Miguel Argaya publica Geometría de las cosas irregulares, accésit del Premio Adonáis de Poesía.
- La poetisa cubana Dulce María Loynaz obtiene el premio Miguel de Cervantes.
- 8 de octubre: Se inaugura en Madrid el museo Thyssen-Bornemisza

## Ciencia y tecnología

### Medicina
- En Estados Unidos se prohíbe la implantación de prótesis mamaria de silicona.
- En Moscú, debido a la extinción de la Unión Soviética, la Academia de Ciencias Médicas de la URSS pasa a denominarse Academia Rusa de Ciencias Médicas.

### Consolas y videojuegos
- Super Mario Bros. 2 sale por primera vez a la venta en Japón para el Famicom, bajo el nombre de Super Mario USA.
- Sale a la venta en Europa la consola Super Nintendo.
- Sega lanza a la venta en Estados Unidos el periférico Mega CD.

- Nintendo y Gunpei Yokoi sacan a la venta la secuela de Super Mario Land para el Game Boy: Super Mario Land 2: 6 Golden Coins.

- Nintendo estrena el primer videojuego de la saga Mario Kart para el Super Nintendo: Super Mario Kart.

- Sale a la venta Street Fighter II Champion Edition, en esta entrega, los 4 jefes (Balrog (M.Bison en Japón), Vega (Balrog en Japón), Sagat y M.Bison (Vega en Japón) son jugables.
- Sale a la venta Sonic the Hedgehog 2 para la Mega Drive/Sega Genesis.
- Aparece el videojuego Mortal Kombat, videojuego que debido a su nivel de violencia causaría controversia en Estados Unidos sobre si los videojuegos hacen a los niños violentos e influenciaría la creación de la Entertainment Software Rating Board.
- Sale a la venta Kirby's Dream Land para el Game Boy, el primer videojuego de la franquicia de Kirby.
- Sale a la venta Streets of Rage 2 para la Mega Drive/Sega Genesis.
- Transcurre la historia de Grand Theft Auto: San Andreas

## Deporte

### Juegos Olímpicos de verano
- Se celebran los Juegos Olímpicos de 1992 en Barcelona (España).
- El ciclista navarro Miguel Induráin gana el Tour de Francia por segunda vez.
- Campeonato central de rugby chileno: Universidad Católica campeón.
- Nigel Mansell se consagra campeón del mundo de Fórmula 1.
- El bádminton se convierte en deporte olímpico.

### Fútbol

#### Campeonatos por selecciones
- Eurocopa: Dinamarca.

- Copa Confederaciones: Argentina.

#### Campeonatos internacionales
- Copa Intercontinental: São Paulo Futebol Clube de Brasil.

- Copa de Campeones de la CONCACAF: América.

- Copa Libertadores: São Paulo Futebol Clube de Brasil.

- Liga de Campeones: F. C. Barcelona

- Recopa de Europa: Werder Bremen.

- Copa de la UEFA: Ajax.

- Supercopa de Europa: F. C. Barcelona.

- Copa Conmebol: Clube Atlético Mineiro de Brasil.

- Copa Interamericana: Colo-Colo de Chile.

- Recopa Sudamericana: Colo-Colo de Chile.

- Copa Master de Supercopa: Boca Juniors de Argentina.

#### Campeonatos nacionales
- Argentina:
  - Primera División: Club Atlético Newell's Old Boys (clausura) y Boca Juniors (apertura).

- Alemania:
  - Bundesliga (Alemania): Stuttgart.

- Brasil:
  - Serie A: Flamengo.

- Chile:
  - Primera División: Cobreloa.

- Colombia:
  - Fútbol Profesional Colombiano: América de Cali.

- Costa Rica:
  - Primera División: Liga Deportiva Alajuelense.

- Ecuador:
  - Serie A: El Nacional.

- España:
  - Primera División: F. C. Barcelona.
  - Copa del Rey: Atlético de Madrid.
  - Supercopa: F. C. Barcelona.

- Francia:
  - Ligue 1: Olympique de Marsella.

- Inglaterra:
  - Football League: Leeds United.

- Italia:
  - Serie A: A. C. Milan.

- México:
  - Primera División: Club León.
  - Segunda División: Pachuca FC.

- Países Bajos:
  - Eredivisie: PSV Eindhoven.

- Paraguay:
  - Primera División: Cerro Porteño.

- Perú:
  - Campeonato Descentralizado: Universitario de Deportes.

- Uruguay:
  - Primera División: Nacional.

- Venezuela:
  - Primera División: Caracas.

#### Trofeos
- Jugador Mundial de la FIFA: Marco van Basten.

- Futbolista africano del año: Abédi Pelé.

- Balón de Oro: Marco van Basten.

- Balón de Oro africano: Abédi Pelé.

### Fútbol Americano
- Super Bowl XXVI: Washington Redskins campeón.
- Campeonato Nacional ONEFA 1992:

Águilas Blancas campeón.

### Tenis
- Abierto de Australia: Hombres: Jim Courier a Stefan Edberg. Mujeres: Mónica Seles a Steffi Graf.
- Roland Garros: Hombres: Jim Courier a Petr Korda. Mujeres: Mónica Seles a Steffi Graf.
- Wimbledon: Hombres: Andre Agassi a Goran Ivanišević. Mujeres: Steffi Graf a Mónica Seles.
- US Open: Hombres: Stefan Edberg a Pete Sampras. Mujeres: Mónica Seles a Arantxa Sánchez Vicario.

### Automovilismo
- Fórmula 1: Nigel Mansell gana el título a bordo de un Williams.
- WRC: Carlos Sainz gana el título a bordo de un Toyota Celica Turbo 4WD
- Rally Dakar: Hubert Auriol gana la competencia a bordo de una Mitsubishi Montero
- NASCAR: Alan Kulwicki gana el título a bordo de un Ford Thunderbird
- Champ Car: Bobby Rahal gana el título a bordo de un Lola Chevrolet
- 500 Millas de Indianápolis: Al Unser Jr. gana la competencia
- Turismo Carretera: Oscar Aventín gana su segundo título consecutivo a bordo de un Ford Falcon. Roberto Mouras, tricampeón de la categoría fallece en un accidente en el Semipermanente de Lobos.
- Turismo Competición 2000: Juan María Traverso gana el título a bordo de una Coupé Fuego

## Música

### Festivales
- El 9 de mayo se celebra la XXXVII edición del Festival de la Canción de Eurovisión en Malmö  Suecia.

Ganadora: La cantante Linda Martin con la canción «Why Me?» representando a Irlanda .

### Noticias
- 14 de febrero: fecha oficial de la formación de la banda Weezer.
- Se crea la banda de Pop Punk Blink-182.
- Se disuelve el grupo infantil español Parchís.

### Publicaciones y grabaciones
- ABBA: ABBA Gold.
- Ace of Base: Happy Nation.
- Alejandro Fernández: Alejandro Fernández (debut).
- Allan Holdsworth Wardenclyffe Tower.
- Alice in Chains: Dirt.
- Ana Gabriel: Silueta.
- Anahí: Anahí.
- Annie Lennox: Diva.
- Aphex Twin: Selected Ambient Works 85-92.
- B'z: Run (28 de octubre).
- Babasónicos: Pasto.
- Bad Religion: Generator.
- Barricada: Balas blancas.
- AC/DC: Live.
- Beck: Golden Feelings.
- Benny: Háblame como la lluvia.
- Bersuit Vergarabat: Y punto.
- Bibi Gaytán: Bibi Gaytán.
- Black Sabbath: Dehumanizer.
- Blind Guardian: Somewhere Far Beyond.
- Binomio de Oro: Por siempre
- Bob Dylan: Good as I Been to You.
- Bon Jovi: Keep the Faith.
- Brian May: Back to the Light.
- Bronco: Por el Mundo.
- Café Tacvba: Café Tacuba.
- Caifanes: El silencio.
- Camilo Sesto: Huracán de amor.
- Carcass: Necroticism - Descanting the Insalubrious.
- Carlos Mancinelli: Tocando al frente.
- Chantal Andere: Chantal.
- Chayanne: Provócame.
- Christina y Los Subterráneos: Que me parta un rayo.
- Cristian Castro: Agua nueva (debut).
- Daniela Mercury: O'Canto da cidade.
- Daniela Romo: De mil colores.
- Def Leppard: Adrenalize.
- Diego Torres: Diego Torres.
- Diomedes Díaz: El regreso del cóndor.
- Dr. Dre: The Chronic.
- Dream Theater: Images and Words.
- Emmanuel: Ese soy yo.
- Erasure: Abba-esque (EP).
- Fangoria: Un día cualquiera en Vulcano S.E.P. 1.0.
- Faith No More: Angel Dust.
- Fear Factory: Soul of a New Machine.
- Fito Páez: El amor después del amor.
- Frank Zappa: The Yellow Shark.
- Freddie Mercury: The Freddie Mercury Album. (póstumo)
- Gian Marco: Personal.
- Gilda: De corazón a corazón.
- Gloria Trevi: Me siento tan sola.
- Green Day: Kerplunk!
- Helmet: Meantime.
- Hombres G: Historia del bikini.
- House of Pain: House of Pain.
- Iced Earth: Night of the Stormrider.
- Impacto de Montemorelos: El Profeta.
- Iron Maiden: Fear of the Dark.
- Jerry Rivera: Cuenta conmigo.
- Joaquín Sabina: Física y química.
- Joe Satriani: The Extremist.
- Joe Vasconcellos: Verde cerca.
- Jon Secada: Otro día más sin verte, Ángel.
- Jorge Celedón: Bella ilusión.
- José José: 40 y 20.
- Juan Luis Guerra: Areito.
- Julio Andrade: Buscando el sol.
- Julio Iglesias: Calor.
- Kiara: Como un huracán.
- Kiss: Revenge.
- L7: Bricks Are Heavy.
- La Frontera: Capturados vivos.
- La Ley: La Ley.
- La Onda Vaselina: Dulces para ti.
- Lacrimosa: Einsamkeit.
- Laura León: El club de las Mujeres Engañadas.
- Liberación: Con la fuerza del destino.
- Lolita Cortés: Fascinación.
- Los Chiches del Vallenato: Triunfadores.
- Los Bukis: Quiéreme.
- Los Bybys: Castigo.
- Los Diablitos: Como los dioses.
- Los Fabulosos Cadillacs: El León.
- Los Mojarras: Sarita Colonia.
- Los Piratas: Los Piratas.
- Los Piojos: Chactuchac.
- Los Temerarios: Mi vida eres tú.
- Los Tigres del Norte: Con sentimiento y sabor tan Bonita’’.
- Los Yonic's: Pero te vas a arrepentir.
- Lucero: Lucero de México.
- Luis Miguel: América y en vivo.
- Madonna: Erotica.
- Malice Mizer;
- Maná: ¿Dónde jugarán los niños?.
- Manowar: The Triumph of Steel.
- Marcelo Medina: Mi forma de ser.
- María Jiménez: Átame a tu cuerpo.
- Mariah Carey: MTV Unplugged.
- Megadeth: Countdown to Extinction.
- Mike Oldfield: Tubular Bells II.
- Ministry: Psalm 69: The Way to Succeed and the Way to Suck Eggs.
- Miguel Morales: El pueblo quiere al cantante.
- Mœnia: Disco perdido.
- Motörhead: March ör Die.
- Myriam Hernández: Myriam Hernández III.
- Nine Inch Nails: Broken.
- Nirvana: Incesticide.
- Nosequién y Los Nosecuántos: Lo mejor (todo) de... Nosequién y Los Nosecuántos.
- Nubeluz: Nubeluz 2.
- Olga Tañón: Sola (debut).
- Pablo Ruiz: Irresistible.
- Pantera: Vulgar Display of Power.
- Parachokes: Provocar.
- Patricio Rey y sus Redonditos de Ricota: En directo.
- Paulina Rubio: La chica dorada (debut).
- Pepe Aguilar: Recuérdame bonito.
- Peter Gabriel: US.
- Pimpinela: Pimpinela '92.
- Public Enemy: Apocalypse '91...the Enemy Strikes Black, Greatest Misses.
- Queen: Greatest Hits II.
- Rage Against the Machine: Rage Against the Machine.
- Red Hot Chili Peppers: What Hits!?.
- Ricardo Arjona: Animal Nocturno.
- Ricardo Montaner: Los hijos del sol.
- Richard Clayderman: América Latina... mon amour.
- Roger Waters: Amused to Death.
- Ringo Starr: Time Takes Time.
- Roberto Carlos: Mujer pequeña.
- Rocío Dúrcal: 'El concierto... en vivo.
- Los Rodríguez: Disco pirata.
- Rosario: De ley.
- Rosendo: La tortuga.
- Roxette: Tourism.
- Sade: Love Deluxe.
- Sandra: Close to Seven.
- Sasha Sokol: Amor sin tiempo.
- Serú Girán: Serú '92.
- Selena: Entre a mi mundo.
- Silvio Rodríguez: Silvio.
- Simple Minds: Glittering Prize: Simple Minds.
- Siniestro Total: Trabajar para el enemigo y Ante todo mucha calma.
- Soda Stereo: Dynamo.
- Stephanie Salas: Ave María.
- Stone Temple Pilots: Core.
- Tarkan: Yine Sensiz.
- Tatiana: Leyes del corazón.
- Thalía: Love y María Mercedes
- The Beach Boys: Summer in Paradise.
- The Cure: Wish.
- The Prodigy: Experience.
- The Ramones: Mondo Bizarro.
- The Sugarcubes: Stick Around for Joy.
- Timbiriche: Timbiriche 11 (1991).
- Tony Martin: Back Where I Belong.
- Toto: Kingdom of Desire.
- Tori Amos: Little Earthquakes.
- Type O Negative: The Origin of the Feces.
- Vader: The Ultimate Incantation.
- Valores Juveniles 1992
- Whitney Houston: The Bodyguard.
- Wu-Tang Clan: Enter The Wu-Tang (36 Chambers).

## Televisión
El manga y anime Saint Seiya, mejor conocido como "Los Caballeros del Zodiaco", llegó por primera vez a México a través de la emisora TV Azteca en los canales Azteca 7, Azteca Uno y Televisa. También se emitió en el canal Las Estrellas y en el programa extranjero Sábado gigante, conducido por Don Francisco (Mario Kreutzberguer). 
También ese año se estrenaron diez telenovelas mexicanas: 
- El abuelo y yo

- Baila conmigo

- Carrusel de las Américas

- Las secretas intenciones

- Ángeles sin paraíso

- Mágica juventud

- Tenías que ser tú

- María Mercedes

- Triángulo

## Premios Nobel
- Física: Georges Charpak.[7]
- Química: Rudolph A. Marcus.[7]
- Medicina: Edmond H. Fischer, Edwin G. Krebs.[7]
- Literatura: Derek Walcott.[7]
- Paz: Rigoberta Menchú Tum.[7]
- Economía: Gary Becker.[7]

## Premios Príncipe de Asturias
- Artes: Roberto Matta Echaurren.[8]
- Ciencias Sociales: Juan Velarde Fuertes.[8]
- Comunicación y Humanidades: Emilio García Gómez.[8]
- Concordia: Fundación Americana para la Investigación sobre el Sida (amfAR).[8]
- Cooperación Internacional: Frederick W. De Klerk y Nelson Mandela.[8]
- Deportes: Miguel Induráin.[8]
- Investigación Científica y Técnica: Federico García Moliner.[8]
- Letras: Francisco Morales Nieva.[8]

## Premio Cervantes
- Dulce María Loynaz.[9]